# Korvsjö

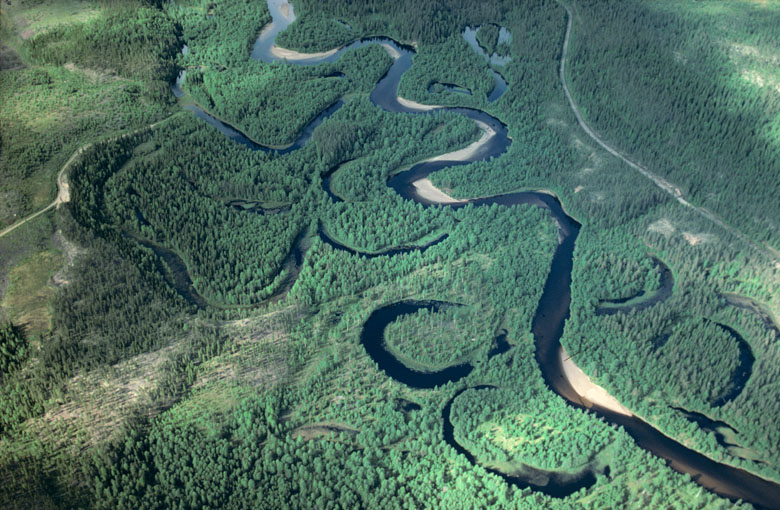
Korvsjöar som bildats av Öreälven. Foto av Pål-Nils Nilsson

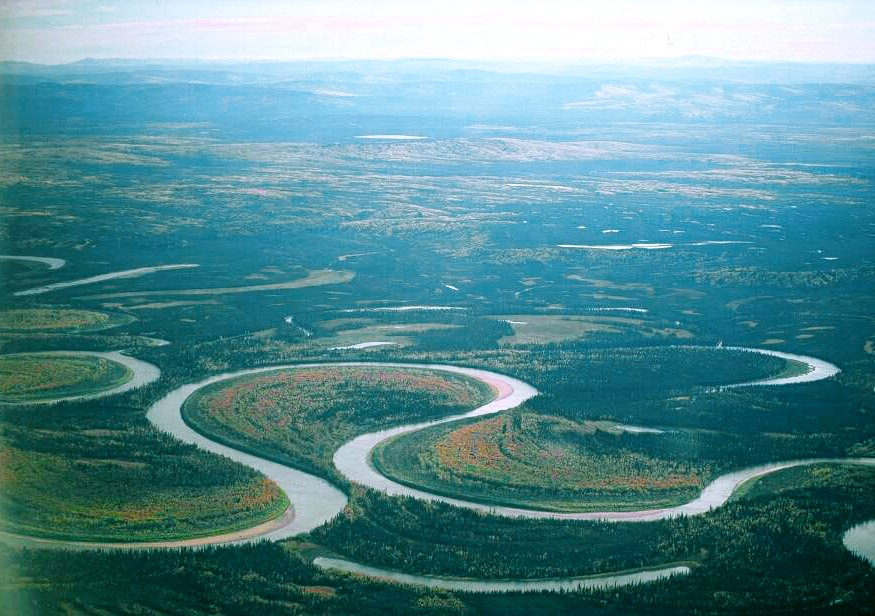
En korvsjö föds: Nowitnafloden i Alaska, USA.

En korvsjö är en bågformad insjö som bildas av meandrande vattendrag, när ett meandernäs genombryts och den omgivande meanderbågen så småningom isoleras från vattenflödet. Korvsjöar bildas endast av vattendrag som flyter fram över ett flackt landskap. 

## Korvsjöar i Sverige
Exempel på större vattendrag i Sverige som bildar korvsjöar är Klarälven, Lögdeälven och Öreälven.